# Hallowed Be Thy Name
Hallowed Be Thy Name (pt: Santificado Seja o Vosso Nome) é uma canção da banda inglesa de heavy metal Iron Maiden. A canção é aclamada como uma das maiores músicas de heavy metal de todos os tempos. Possui solos de guitarra extremamente rápidos e complexos.
"Hallowed Be Thy Name" foi lançada no álbum The Number of the Beast de 1982, mas o single vem do álbum de 1993 A Real Dead One. A letra da música fala sobre uma pessoa que está numa prisão e foi condenada a morte. O escritor Stephen King credita a essa música a inspiração para o livro "The Green Mile", que foi editado para o cinema e traduzido para o português como "À Espera de Um Milagre". A música está presente no game mobile "Beatstar" na categoria "Difícil'.

## Lista de faixas

### UK 7" red vinyl
1. "Hallowed Be Thy Name" (ao vivo - Olympic Arena, Moscou, 4 de junho de 1993) (Harris) – 7:26 [1]
2. "Wrathchild" (ao vivo - Laugadallshollin, Reykjavik, 5 de junho de 1992) (Harris) – 2:57 [1][2]

### UK 12" picture disc
1. "Hallowed Be Thy Name" (ao vivo - Olympic Arena, Moscou, 4 de junho de 1993) (Harris) – 7:26 [1]
2. "The Trooper" (ao vivo - Helsinki Ice Hall, Finlândia, 27 de agosto de 1992) (Harris) – 3:53 [1]
3. "Wasted Years" (ao vivo - Stadthalle, Bremem, Alemanha, 16 de abril de 93) (Smith) – 4:42 [1][3]

### CD Maxi single
1. "Hallowed Be Thy Name" (ao vivo - Olympic Arena, Moscou, 4 de junho de 1993) (Harris) – 7:26 [1]
2. "The Trooper" (ao vivo - Helsinki Ice Hall, Finlândia, 27 de agosto de 1992) (Harris) – 3:53 [1]
3. "Wasted Years" (ao vivo - Stadthalle, Bremem, Alemanha, 16 de abril de 93) (Smith) – 4:42 [1]
4. "Wrathchild" (ao vivo - Helsinki Ice Hall, Finlândia, 27 de agosto de 1992) (Harris) – 2:57 [1][4]

## Créditos
Versão de estúdio de 1982
- Bruce Dickinson – vocais
- Dave Murray – guitarra
- Adrian Smith – guitarra
- Steve Harris – baixo
- Clive Burr – bateria

Versão ao vivo de 1993
- Bruce Dickinson – vocais
- Dave Murray – guitarra
- Janick Gers – guitarra
- Steve Harris – baixo
- Nicko McBrain – bateria

## Covers
A música foi regravada nos seguintes anos:
- 1995 – por Ceremonial Oath
- 1996 – por Solitude Aeturnus
- 1998 – por Cradle of Filth
- 2002 – por Iced Earth
- 2002 – por Dream Theater
- 2005 – por The Iron Maidens
- 2007 – por Brown Brigade
- 2008 – por Machine Head (Maiden Heaven: A Tribute to Iron Maiden)
- 2010 – por Guignol e Mischief Brew
- 2010 – por Motherjane
- 2010 – por Antim Grahan
- 2011 – por Edmund Welles - com Eugene Jun nos vocais
- 2012 – por Angel Redemption

## Desempenho nas paradas
| Prada musical (1993) | Melhor posição |
| -------------------- | -------------- |
| Irish Singles Chart  | 16             |
| UK Singles Chart     | 9              |